# Lodano
Lodano (in dialetto ticinese Lòdan) è una frazione di 191 abitanti del comune svizzero di Maggia, nel Canton Ticino (distretto di Vallemaggia).

## Geografia fisica

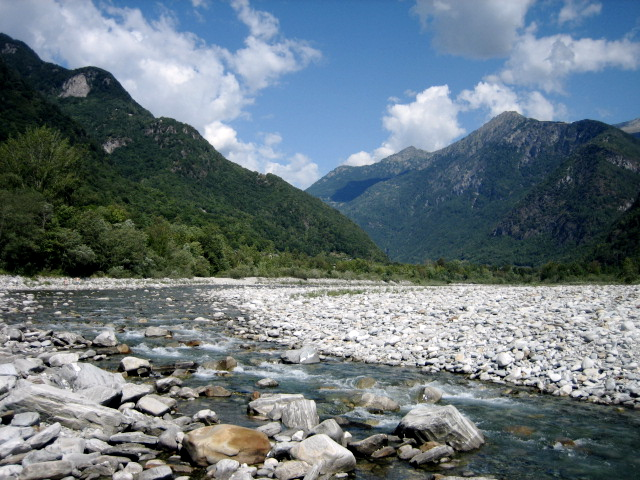
Il fiume Maggia nel territorio di Lodano

## Storia
Nel 1224 e nel 1591 il paesa fu indicato come Lodino, nel 1403 come Lodeno e nel 1689 come Lodine. Nel Medioevo Lodano formò una vicinia con Aurigeno e Moghegno, per poi separarsi alla fine del XVIII secolo. Nel 1855, nel 1868, nel 1978 e nel 1981 subì alluvioni disastrose.
Il comune disponeva di una vasta superficie agricola e di alpeggi che riuscivano a sfamare tutte le persone. Altra attività svolta era la viticoltura, per cui l'emigrazione fu limitata. Il paese ha avuto una crescita demografica a partire dagli anni 1970.

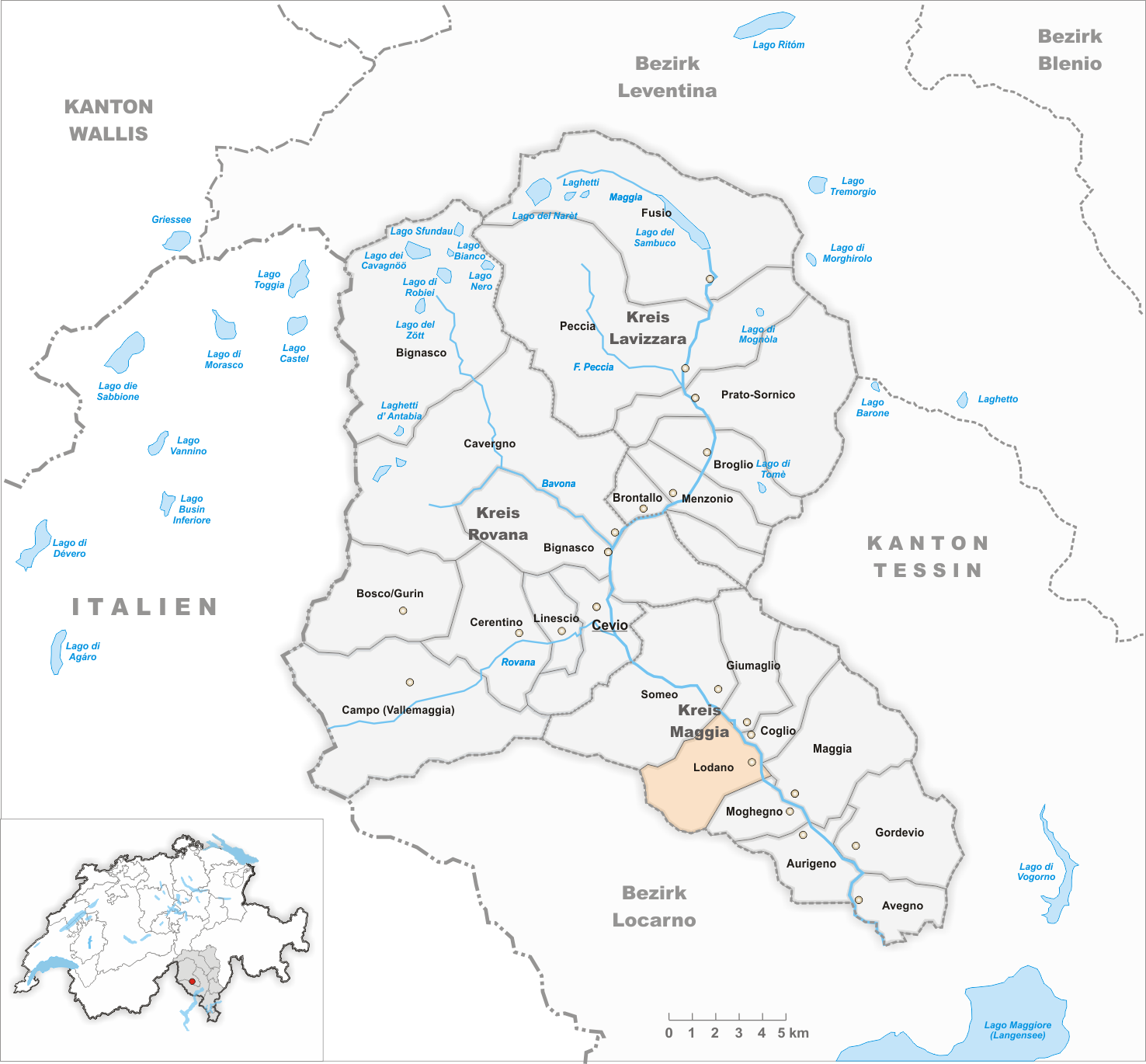
Il territorio del comune di Lodano prima degli accorpamenti comunali del 2004

Già comune autonomo che si estendeva per 13,60 km², il 4 aprile 2004 è stato accorpato al comune di Maggia assieme agli altri comuni soppressi di Aurigeno, Coglio, Giumaglio, Moghegno e Someo. La fusione è stata approvata da una votazione popolare il 22 settembre 2002 (76 favorevoli, 21 contrari) e ratificata dal Gran Consiglio l'8 ottobre 2003.

### Simboli
Lo stemma dell'ex comune di Lodano, in uso fino al 2004, è blasonato come segue: d'argento, a quattro bande ondate d'azzurro, accompagnate nel cantone sinistro da una rosa di rosso, fogliata di verde. Sullo stemma vi sono due elementi: le onde dell'acqua, che indicanovano l'importanza e l'imponenza del fiume Maggia e del riale di Lodano, e la rosa rossa, che rappresentava il comune schiacciato in un angolo dall'acqua (il rosso del fiore è simbolo del sangue versato da Gesù sulla croce o le sue piaghe).

## Monumenti e luoghi d'interesse

### Architetture religiose
- Chiesa parrocchiale di San Lorenzo, attestata dal 1260 e ricostruita nel XVII secolo[1], con tracce di epoca romana[5];
- Cappella del ponte, probabilmente affrescata da Giovanni Antonio Vanoni[senza fonte];
- Cappella sottoroccia, ricavata da una cavità naturale della roccia[senza fonte];
- Cappella bifronte, edicola votiva sulla vecchia strada per Moghegno a doppia nicchia decorata da affreschi con l'Incoronazione della Vergine e la Madonna col Bambino e santi della metà del XVII secolo[senza fonte];
- Cappella del Lupo, eretta nel XVII secolo, a due nicchie[senza fonte];
- Cappella di Porta Cima, con un affresco con la Madonna del Rosario[senza fonte];
- Cappella di Sant'Antonio abate, preceduta da un portico con sedili in pietra[senza fonte];
- Cappella Galeazzi, con un affresco con la Madonna del Rosario[senza fonte].

### Architetture civili
- Antica casa risalente al 1606[senza fonte];
- Casatorre[senza fonte];
- Palazzo comunale e patriziale, opera di Ferdinando Bernasconi del 1918, ristrutturato da Fabio Giacomazzi nel 1995;[senza fonte];
- Ponte in pietra detto "romano"[senza fonte].
- Capanna Alpe Canaa

### Aree naturali
Dal 2021, la faggeta situata nella Valle di Lodano, insieme alle Valli Busai e Soladino, è iscritta nella Lista del Patrimonio Mondiale dell'UNESCO come parte del sito transnazionale Antiche faggete primordiali dei Carpazi e di altre regioni d'Europa. Questo elemento si trova sul versante meridionale delle Alpi centrali e rappresenta un'importante testimonianza naturale.
La storia di queste faggete ha inizio circa 12.000 anni fa, al termine dell'ultima era glaciale, quando gran parte dell'Europa era coperta da ghiaccio. Le foreste di faggio, sopravvissute in rifugi isolati nell'Europa orientale e meridionale, si sono poi diffuse adattandosi a diverse condizioni climatiche e geografiche. Questo processo continua  ancora oggi.
L'espansione del faggio comune (Fagus sylvatica) su vaste aree del continente, nonostante la varietà di ambienti, è un fenomeno unico e di grande valore scientifico. Le faggete incluse nel sito UNESCO testimoniano l'importanza ecologica e storica di questa specie, riconosciuta per il suo valore universale eccezionale, rendendola un patrimonio di rilevanza globale.

## Società

### Evoluzione demografica
L'evoluzione demografica è riportata nella seguente tabella:
Abitanti censiti

## Infrastrutture e trasporti

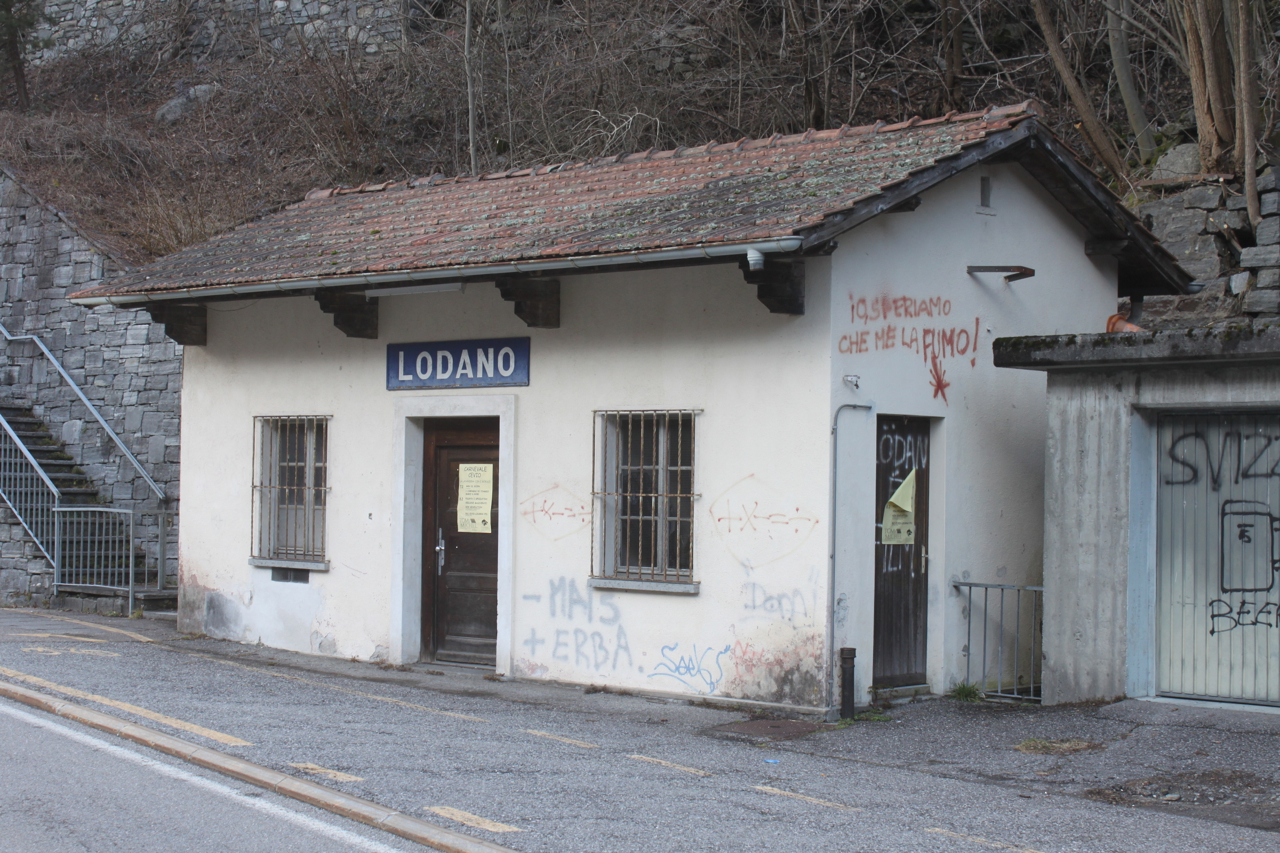
La stazione di Lodano

Dal 1907 al 1965 comune è stato servito dalla stazione di Lodano della ferrovia Locarno-Ponte Brolla-Bignasco.

## Amministrazione
Ogni famiglia originaria del luogo fa parte del cosiddetto comune patriziale e ha la responsabilità della manutenzione di ogni bene ricadente all'interno dei confini della frazione.